# دیتریش فون زاوکن
دیتریش فریدریش ادوارد کازیمیر فون زاوکن (به آلمانی: Dietrich Friedrich Eduard Kasimir von Saucken) (۱۶ مه ۱۸۹۲ – ۲۷ سپتامبر ۱۹۸۰) نظامی بلندپایه آلمانی در دوره رایش سوم بود که در جریان جنگ جهانی دوم یگان‌های مختلفی را فرماندهی کرد. او یکی از تنها ۲۷ نظامی آلمانی بود که نشان صلیب شوالیه صلیب آهنین با برگ‌های بلوط، شمشیرها و الماس‌ها را دریافت کردند.

## زندگی
دیتریش فون زاوکن روز ۱۶ مه سال ۱۸۹۲ در فیشهاوزن زاده شد. از یک خاندان پر سابقه و پدرش دادرس بود. در جریان جنگ جهانی اول در رسته سواره‌نظام خدمت کرد.
زاوکن با درجه سرهنگ هنگام آغاز جنگ جهانی دوم فرمانده هنگ ۲ سواره بود. این هنگ را در کارزار لهستان فرماندهی کرد. سپس به فرماندهی تیپ پیاده‌نظام موتوریزه در لشکر چهارم زرهی منتقل شد. در جریان عملیات بارباروسا، تهاجم به شوروی، این لشکر در قالب گروه ارتش مرکز عمل می‌کرد. زاوکن هنگام گذر از رود دنیپر مجروح شد. روز ۲۷ دسامبر سال ۱۹۴۱ با همان درجه سرهنگ فرماندهی کل لشکر چهارم زرهی را در دست گرفت. در نبردهای شدید دفاعی زمستانه توانست جلوی پیشروی یک سپاه دشمن را در ناحیه شمال آوریل بگیرد. روز ۱ ژانویه به درجه سرتیپ ترفیع گرفت. تقریباً بلافاصله به شدت مجروح شد. روز ۶ ژانویه سال ۱۹۴۲ نشان عالی صلیب شوالیه صلیب آهنین به او اعطا گردید. زواکن پس از مرخصی از بیمارستان، به عنوان فرمانده دانشکده آموزشی نیروهای زرهی در برلین-کرامپنیتس منصوب گشت. در این جایگاه روز ۱ آوریل سال ۱۹۴۳ به درجه سرلشکر ترفیع گرفت.
زاوکن روز ۳۱ مه سال ۱۹۴۳ به مقام فرماندهی لشکر چهارم زرهی بازگشت. با این لشکر در تهاجم در ناحیه کورسک مشارکت کرد. در پی ناکامی عملیات سیتادل و اجرای ضدحمله دشمن، نیروهای زاوکن اجازه حرکت گازانبری علیه ارتش نهم را ندادند. بدین جهت روز ۲۲ اوت سال ۱۹۴۳ برگ‌های بلوط صلیب شوالیه را دریافت کرد. لشکر زاوکن در ادامه فصل پاییز درگیر نبردهای دفاعی مداوم در مقابل تلاش ارتش سرخ برای رخنه در بین مواضع دو ارتش دوم و نهم ورماخت، بودند. او توانست در ناحیه کالینکوویچی جلوی نیرویی با ده برابر توان بایستد و آن را متوقف کند. بدین شکل روز ۳۱ ژانویه سال ۱۹۴۴ شمشیرهای صلیب شوالیه به او اعطا گردید.
پس از آن که مختصراً سپاه ۳ زرهی را ماه ژوئن سال ۱۹۴۴ فرماندهی کرد، پایان همان ماه هدایت سپاه ۳۹ زرهی به او سپرده شد. این سپاه در قالب ارتش چهارم، در مواجهه با تهاجم تابستانه شوروی وادار به مبارزه حین عقب‌نشینی بود و در نهایت در نزدیکی مینسک به محاصره افتاد. به هر صورت تحمل تلفات شدید قادر به عقب‌نشینی به سمت غرب از طریق مناطق کورلند و پروس شرقی شد. زاوکن گاهی با دست زدن به ضدحمله دشمن را غافلگیر می‌کرد. نیروهای او در نهایت در نزدیکی ممل در ساحل دریای بالتیک متوقف شدند. زاوکن روز ۱ اوت سال ۱۹۴۴ به درجه سپهبد (ژنرال نیروهای زرهی) ترفیع گرفت. یگان او در مقابل تلاش ارتش سرخ در رخنه در شکاف بین ارتش سوم زرهی و گروه ارتش مرکز ایستاد و چند صد تانک را آن را از بین برد.
زاونکن ماه دسامبر سال ۱۹۴۴ به فرماندهی سپاه زرهی گروس‌دویچلانت منصوب گردید. این سپاه در عمل تنها در عمل شامل بقایای لشکر مکانیزه گروس‌دویچلانت که از سرپل ممل به پروس شرقی تخلیه شده بود، می‌شد. سپاه گروس‌دویچلانت بین ماه‌های ژانویه تا مارس سال ۱۹۴۵ به سمت کونیکسبرک و درون شبه‌جزیره بالگا پس زده شد. بقایای آن سوار بر کشتی به شلسویگ-هولشتاین رفتند.
روز ۱۲ مارس سال ۱۹۴۵ فرماندهی ارتش دوم زرهی به زاوکن سپرده شد. او در یک مأموریت غیرممکن می‌بایست ناحیه ساحلی حول گوتنهافن، دانتسیش و هلا را در مقابله جبهه یکم بلاروس شوروی، حفظ می‌کرد. زواکن که قادر به چنین کاری نبود پس از آن که تا جای ممکن غیرنظامیان را به کریگس‌مارینه تخلیه کرد، ۴۰٬۰۰۰ تن از نیروهای خود را نیز از طریق دریا به شبه‌جزیره پوتسینگر برد. آن‌جا عنوان یگان او به گروه ارتش پروس شرقی، ترکیبی از ارتش دوم زرهی و ارتش دوم، تغییر کرد که می‌بایست با آن از ناحیه اطراف خلیج فیشرهاویْزر دفاع می‌نمود. زاوکن در این جایگاه بود که ۸ مه سال ۱۹۴۵، واپسین روز جنگ، مطلع شد بزرگ‌دریابد کارل دونیتس، رئیس جدید حکومت آلمان پس از خودکشی هیتلر، شمشیرهای صلیب شوالیه را به او اعطا کرده‌است. او آخرین نفری بود که این نشان را دریافت می‌نمود. هواپیماییی فرستاد شد تا او را از منطقه خارج کند اما زاوکن نپذیرفت که نیروهای خود را رها کند. بدین ترتیب با آن‌ها به اسارت شوروی درآمد.
زاوکن پس از جنگ برای ده سال در اردوگاه‌های اسرا در سیبری، اغلب در شرایط بسیار دشوار، نگهداری شد. مشکلات سلامتی حاصل از این دوران او را تا پایان عمر ویلچرنشین کرد. پس از بازگشت به آلمان به علاقه خود در نقاشی مشغول و در آن موفق ظاهر شد. سپهبد دیتریش فون زاوکن در نهایت روز ۲۷ سپتامبر سال ۱۹۸۰ در ۸۸ سالگی در پولاخ درگذشت و با احترام کامل نظامی به خاک سپرده شد.